# 2022年のアメリカ合衆国
2022年のアメリカ合衆国 （2022ねんのアメリカがっしゅうこく）では、2022年のアメリカ合衆国に関する出来事について記述する。

## 国家元首等
- 大統領
  - 第46代: ジョー・バイデン （民主党、ジョー・バイデン内閣、2021年1月20日 - ）
- 副大統領
  - 第49代: カマラ・ハリス （民主党、2021年1月20日 - ）
- 最高裁判所長官
  - 第17代: ジョン・ロバーツ （2005年9月29日 - ）
- 下院議長
  - 第63代: ナンシー・ペロシ （民主党、2019年1月3日 - 2023年1月3日）
- 上院多数党院内総務
  - 第23代: チャック・シューマー （民主党、2021年1月20日 - ）

## できごと

### 通年
- アメリカ合衆国における2019年コロナウイルス感染症の流行状況
- 2022年のアメリカ合衆国における銃乱射事件（英語版）

### 1月
- 1月3日 - 国内の新型コロナウイルスの新規感染者数が初の100万人超となる108万人余りだった[1]。
- 1月5日 - ペンシルベニア州フィラデルフィアの住宅で火災が発生し、13人が死亡[2]。
- 1月9日 - ニューヨーク市ブロンクス区の高層マンションで火災が発生し、17人が死亡、44人が負傷[3]。

### 2月
- 2月2日 - 肌の色を愛称とするチーム名が人種差別的であるとの指摘により、2020年7月より「ワシントン・フットボールチーム」という名称を暫定的に使用していた「ワシントン・レッドスキンズ」が「ワシントン・コマンダース」へ名称変更することを発表した[4]。
- 2月3日 - 政府がISIL（イスラム国）の最高指導者のアブイブラヒム・ハシミが死亡したことを発表[5]。
- 2月4日 - 2022年北京オリンピックの開会式でアメリカ選手団が入場。
- 2月13日 - NFL・第56回スーパーボウルが開催され、ロサンゼルス・ラムズがシンシナティ・ベンガルズを23対20で破り、22年ぶり2度目の優勝、MVPはラムズのクーパー・カップ[6]。
- 2月18日 - Amazonプライムが4年ぶり2度目の値上げで年会費が139ドルとなった[7]。
- 2月24日 - 2022年ロシアのウクライナ侵攻を受けてバイデン大統領が20億ドル規模の軍事支援を発表[8]。

### 3月
- 3月1日 - バイデン大統領による2022年一般教書演説
- 3月10日 - 2021-22年のMLBロックアウト（英語版）が99日目で終了[9]。
- 3月27日
  - 第94回アカデミー賞の作品賞にフィリップ・ルスレ（英語版）監督の『コーダ あいのうた』が受賞[10]。
  - 第94回アカデミー賞で主演男優賞を受賞したウィル・スミスが司会者のクリス・ロックによる揶揄発言に激高し、平手打ちするトラブルが発生。

### 4月
- 4月3日 - 第64回グラミー賞を開催。最優秀レコード賞（英語版）はシルク・ソニック（英語版）の『Leave the Door Open（英語版）』。
- 4月3日 - カリフォルニア州サクラメントの繁華街で銃乱射事件が発生し、6人が死亡、9人が負傷[11]。
- 4月7日 - MLB・クリーブランド・ガーディアンズ（旧インディアンス）が球団名を改称後に初めての公式戦[12]。
- 4月10日 - 2022年のマスターズ・トーナメント（英語版）でスコッティ・シェフラーが初優勝[13]。
- 4月12日 - ニューヨーク市ブルックリンの地下鉄で銃乱射事件が発生し、29人が負傷[14]。
- 4月12日 - MLB・サンフランシスコ・ジャイアンツのアリッサ・ナッケンが史上初となる女性コーチとして公式戦に出場[15]。
- 4月23日 - MLB・デトロイト・タイガースのミゲル・カブレラ（ ベネズエラ）が史上33人目となる通算3000安打を達成。500本塁打もあわせて達成しているとしては史上7人目[16]。
- 4月24日 - NFLでスーパーボウルMVPを5回、シーズンMVPを3回受賞などの多くの実績を残して引退したトム・ブレイディがローレウス世界スポーツ賞の生涯功労賞を受賞[17]。

### 5月
- 5月2日 - 2022年のウィメンズマーチ（英語版）
- 5月4日 - CONCACAFチャンピオンズリーグ2022でシアトル・サウンダーズがクラブ・ウニベルシダ・ナシオナル（ メキシコ）を2戦合計スコア5-2で敗れ破り、初優勝。MLSの球団が優勝するのは22年ぶり[18]。
- 5月7日 - 2022年のケンタッキーダービー（英語版）で、前日に出走の決まったリッチストライクが大穴で優勝[19]。
- 5月12日 - 乳児用の粉ミルク不足が深刻になっていることを受けてバイデン大統領がウォルマートなどと協議し、増産を要請[20]。
- 5月14日 - 2022年バッファロー銃乱射事件が発生し、10人が死亡、3人が負傷[21]。
- 5月21日 - ニューヨーク市ブルックリン区でのハーフマラソンで15人が救急搬送され、1人が死亡[22]。
- 5月22日 - 2022年の全米プロゴルフ選手権（英語版）でジャスティン・トーマスが5年ぶり2度目の優勝[23]。
- 5月24日 - ロブ小学校銃乱射事件。テキサス州ユバルディにあるロブ小学校での銃乱射事件で、児童19人、教員2人が死亡した。
- 5月26日 - ブロードコムがVMwareを610億ドルで買収することに合意[24]。
- 5月27日 - ジョセフ・コシンスキーの映画『トップガン マーヴェリック』が公開され、後に世界での興行収入は10億ドルを超えた[25]。
- 5月28日 - 世界ボクシング協会（WBA）世界ライト級タイトルマッチで、音響を銃声と勘違いした観客が走り回る群衆事故により、10人が負傷[26]。

### 6月
- 6月2日～16日 - NBA・2022年のNBAファイナルが開催され、ゴールデンステート・ウォリアーズがボストン・セルティックスを4勝2敗で破り、4年ぶり6度目の優勝、MVPはウォリアーズのステフィン・カリー[27]。
- 6月15日～6月26日 - NHL・2022年のスタンリーカップファイナル（英語版）が開催され、コロラド・アバランチがタンパベイ・ライトニングを4勝2敗で破り、21年ぶり3度目の優勝、コーン・スマイス賞（MVP）はアバランチのケイル・マカー[28]。
- 6月27日
  - アムトラックが運行する長距離列車がミズーリ州メンドン（英語版）近郊でダンプカーと衝突して脱線し、3人が死亡、多数が負傷[29]。
  - オハイオ州アクロンで交通違反で停車を求められた男性が逃走の末、警察官に射殺される事件が発生[30]。
  - テキサス州サンアントニオで道路脇に止められたトレーラーの中から移民少なくとも46人の遺体が見つかった[31]。

### 7月
- 7月4日 - イリノイ州ハイランドパークの独立記念日を祝うパレードで銃乱射事件が発生し、6人が死亡、25人が負傷[32]。
- 7月11日 - ジェイムズ・ウェッブ宇宙望遠鏡によって撮影された初期宇宙の画像がNASAが公開[33]。
- 7月15日～24日 - 2022年世界陸上競技選手権大会（オレゴン州ユージーンのヘイワード・フィールド）
  - シドニー・マクラフリンが女子400メートルハードル決勝で50秒68の世界新記録で金メダルを獲得[34]。
- 7月21日 - Coinbaseの元従業員がインサイダー取引の容疑で逮捕。暗号通貨業界で初[35]。
- 7月27日 - ケンタッキー州を中心に大規模な水害が発生し、少なくとも25人が死亡[36]。

### 8月
- 8月1日 - 政府がアルカーイダ指導者のアイマン・ザワヒリを殺害[37]。
- 8月3日 - ナンシー・ペロシの台湾訪問[38]。
- 8月8日 - FBIによるマー・ア・ラゴの捜索。
- 8月11日
  - シンシナティFBI支局襲撃事件。オハイオ州ケンウッド（英語版）にある連邦捜査局（FBI）の支局に男が侵入を試みて失敗し、逃走中に射殺された。
  - 前月31日に亡くなったビル・ラッセルの現役時代の背番号『6』をNBA史上初の全球団での永久欠番に制定[39]。
- 8月12日
  - サルマン・ラシュディ刺傷事件。インド出身のイギリス系アメリカ人小説家サルマン・ラシュディが、ニューヨーク州シャトークアでイベント中に襲撃を受け、片目を失明するなどの重傷を負った。
  - MLB・サンディエゴ・パドレスのフェルナンド・タティス・ジュニアが薬物規定違反（クロステボル）により80試合の出場停止処分[40]。
- 8月29日～9月14日 - 2022年全米オープン (テニス)が開催。アメリカ人では男子ダブルスではラジーブ・ラムが優勝。

### 9月
- 9月7日 - カリフォルニア州デスヴァレー国立公園で最高気温53度を記録、9月における国内最高気温記録[41]。
- 9月14日
  - フィギュアスケートのイリア・マリニンが国際スケート連盟（ISU）公認大会で史上初めてクワッドアクセルジャンプ（4回転半）の着氷に成功[42]。
  - MLB・セントルイス・カージナルスのアダム・ウェインライトとヤディアー・モリーナが通算325回目の先発バッテリーを組み、ミッキー・ロリッチとビル・フリーハンの歴代最多記録を更新。当該バッテリーでの通算成績は213勝112敗[43]。
- 9月23日 - MLB・セントルイス・カージナルスのアルバート・プホルス（ ドミニカ共和国）が史上4人目となる通算700本塁打を達成[44]。
- 9月28日 - フロリダ州に上陸したカテゴリー5のハリケーン・イアン（英語版）の被害により少なくとも148人が死亡[45]。

### 10月
- 10月4日 - MLB・ニューヨーク・ヤンキースのアーロン・ジャッジがシーズン62本目の本塁打を記録、従来のロジャー・マリスのリーグ記録を更新すると共に、禁止薬物のステロイドを使用した疑いのない選手としての歴代最多記録となった[46]。
- 10月13日 - ノースカロライナ州ローリーで銃乱射事件が発生し、5人が死亡、2人が負傷[47]。
- 10月23日 - 2022年のF1世界選手権・2022年アメリカグランプリ（テキサス州オースティンのサーキット・オブ・ジ・アメリカズ）
- 10月27日 - イーロン・マスクによるTwitter社の買収が完了。買収額は440億ドル[48]。
- 10月28日 - ポール・ペロシ襲撃事件。サンフランシスコにあるアメリカ合衆国下院議長ナンシー・ペロシ邸が襲撃を受け、夫のポール・ペロシが頭蓋骨骨折などの重傷を負った。
- 10月28日～11月5日 - MLB・2022年のワールドシリーズが開催され、ヒューストン・アストロズがフィラデルフィア・フィリーズを4勝2敗で破り、5年ぶり2度目の優勝、MVPはアストロズのジェレミー・ペーニャ[49]。

### 11月
- 11月8日 - 2022年アメリカ合衆国選挙（中間選挙）
  - 2022年アメリカ合衆国上院議員選挙では、ペンシルベニア州で民主党が共和党から議席を奪還[50]し、その他の州では改選前から変化はなかった。
  - 2022年アメリカ合衆国下院議員選挙（英語版）では、共和党が9議席増やした。
- 11月12日 - ダラス航空ショー空中衝突事故が発生し、乗員6人全員が死亡[51]。
- 11月19日 - コロラド州コロラドスプリングスのナイトクラブで銃乱射事件が発生し、5人が死亡、18人が負傷[52]。
- 11月22日 - バージニア州チェサピークの大型スーパーで銃乱射事件が発生し、少なくとも6人が死亡[53]。
- 11月30日 - OpenAI社がChatGPTをリリース[54]。

### 12月
- 12月3日 - 2022 FIFAワールドカップ決勝トーナメント1回戦でアメリカ代表がオランダ代表に1-3で敗れた[55]。
- 12月6日 - 2022年アメリカ合衆国上院議員選挙の最後の1議席で民主党が勝利、過半数の議席を確保した[56]。
- 12月7日
  - カンザス州ワシントン郡のキーストーン・パイプラインから約14000バレルの原油が流出し[57]。
  - MLB・ニューヨーク・ヤンキースからFAのアーロン・ジャッジがヤンキースと再契約に合意し、金額はFAの選手としては史上最高額の9年3億6000万ドルであった[58]。
- 12月8日 - WNBA・フェニックス・マーキュリーのブリトニー・グライナーがロシアで約10ヶ月ぶりに釈放された[59]。
- 12月11日 - 前月16日に打ち上げられたNASAのオリオン（アルテミス1号）が月周回軌道への無人飛行を終えて地球に帰還[60]。
- 12月13日 - バイデン大統領が同性婚の権利を擁護する法案に署名し、成立[61]。
- 12月16日 - ジェームズ・キャメロンの映画『アバター:ウェイ・オブ・ウォーター』が公開され、後に世界での興行収入は20億ドルを超えた[62]。
- 12月20日 - カリフォルニア州ファーンデール（英語版）でマグニチュード6.4の地震が発生し、11人が負傷[63]。
- 12月21日 - 2022年ウォロディミル・ゼレンスキーのアメリカ合衆国訪問

## 死去

### 1月

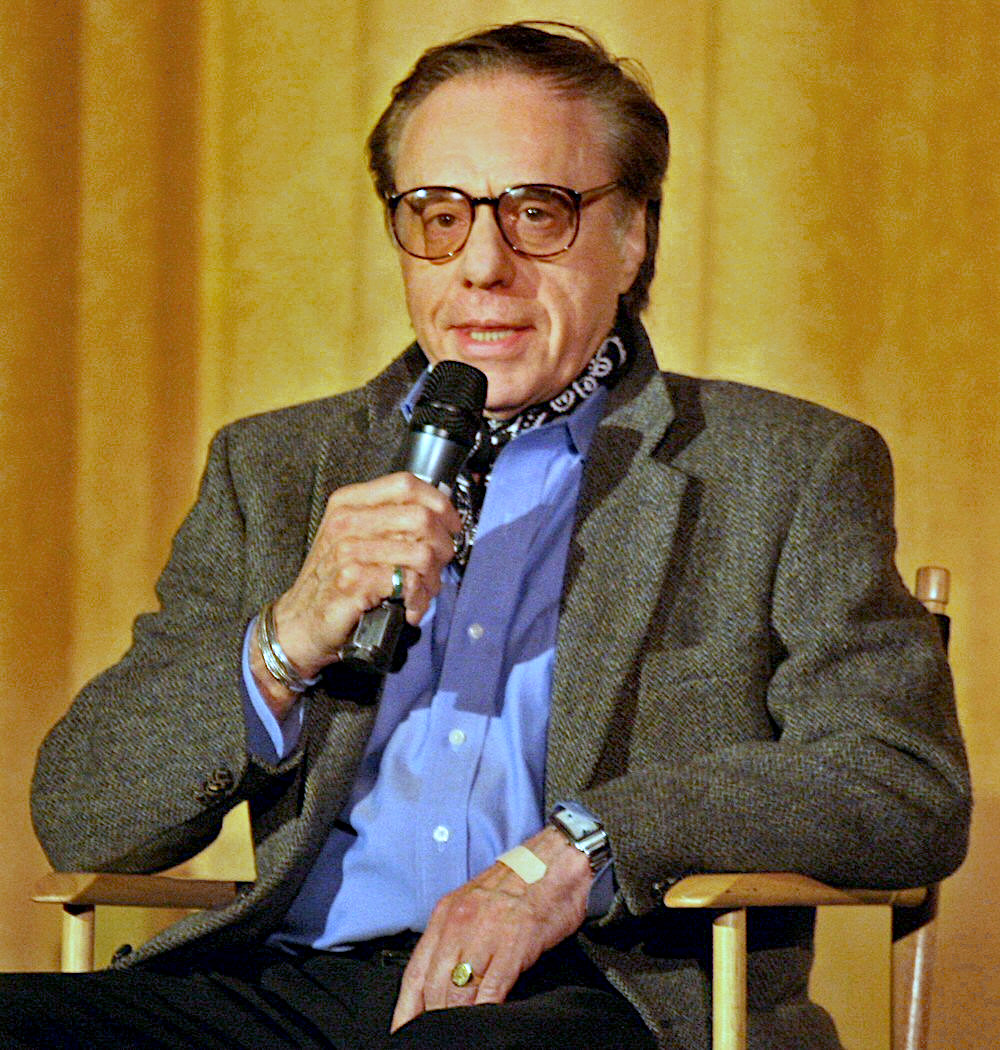
ピーター・ボグダノヴィッチ

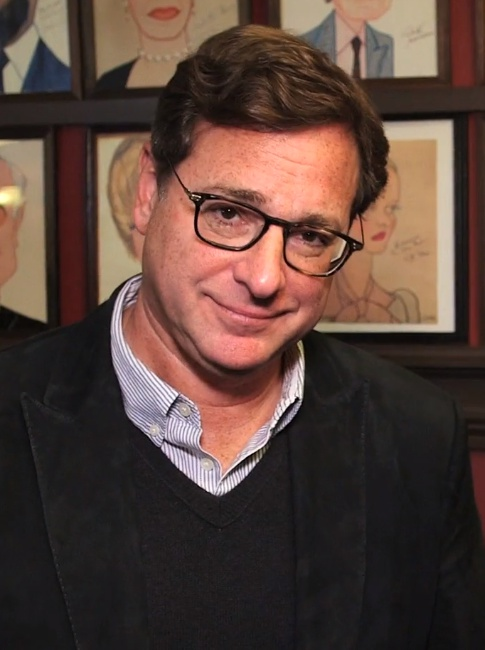
ボブ・サゲット

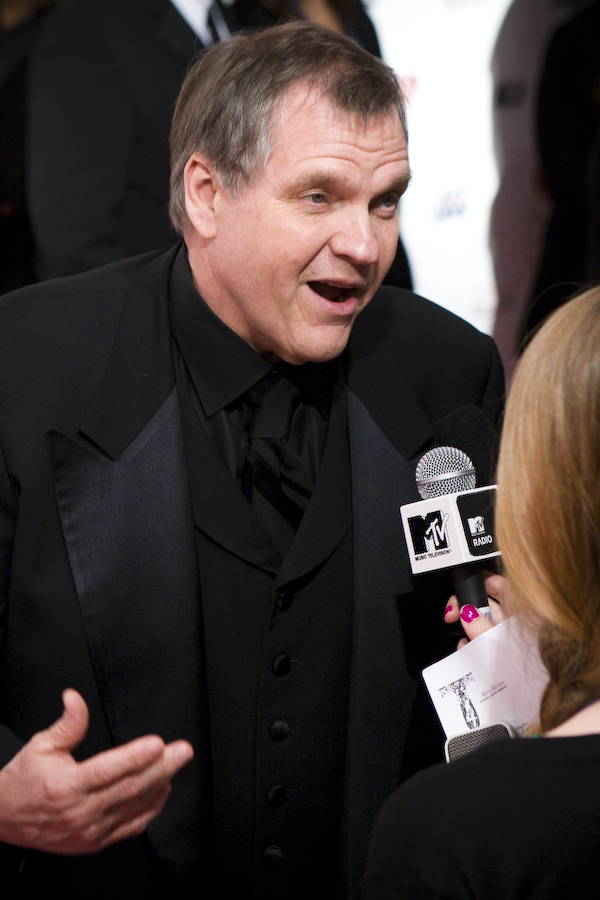
ミートローフ

- 1月6日 - ピーター・ボグダノヴィッチ：映画監督、俳優（* 1939年）
- 1月9日 - ボブ・サゲット：コメディアン、俳優、映画監督（* 1956年）
- 1月12日 - ロニー・スペクター：歌手（* 1943年）
- 1月18日 - ルシア・ハリス：NBAドラフトで初めて指名された女性選手、バスケットボール殿堂、女子バスケットボール殿堂（* 1955年）
- 1月20日 - ミートローフ：歌手（* 1947年）
- 1月28日 - リチャード・L・ダッチスワ：実業家（* 1921年）

### 2月

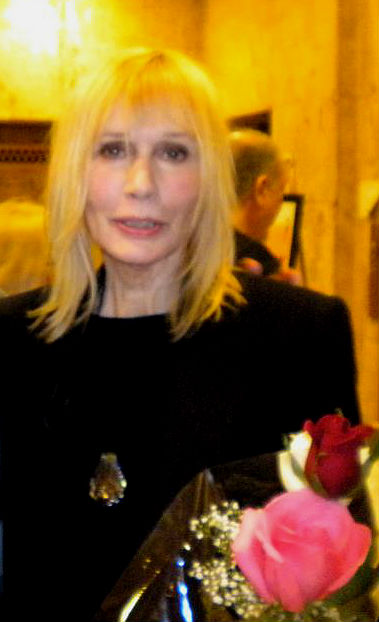
サリー・ケラーマン

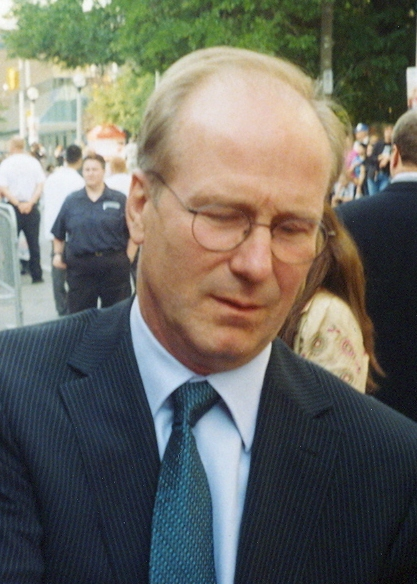
ウィリアム・ハート

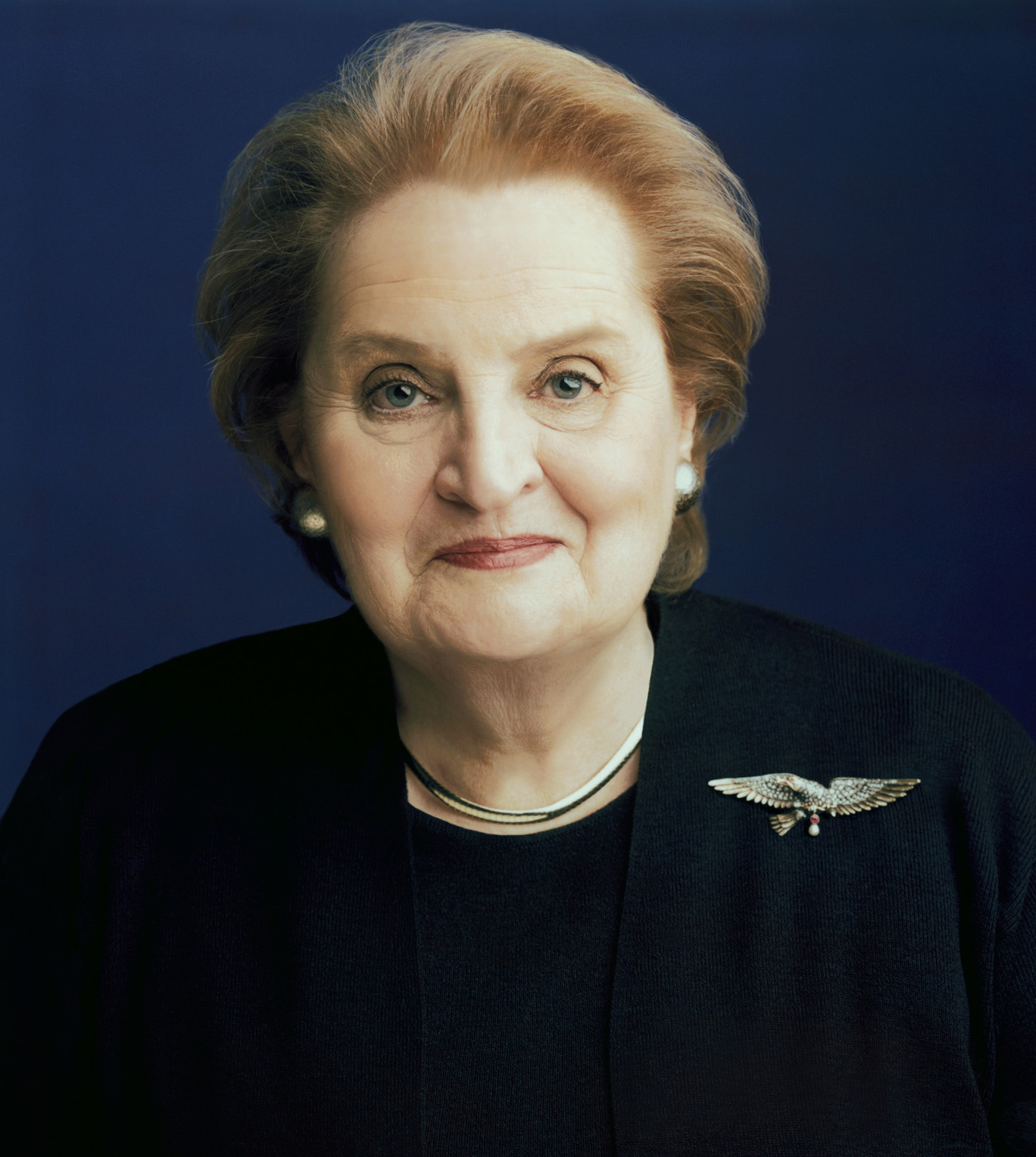
マデレーン・オルブライト

- 2月2日 - ビル・フィッチ：ヘッドコーチとして1981年のNBAファイナル（英語版）優勝、NBA50周年記念オールタイムチーム#偉大なヘッドコーチ（* 1932年）
- 2月6日 - ジョージ・クラム：作曲家（* 1929年）
- 2月7日 - ダグラス・トランブル：映画監督（* 1942年）
- 2月9日 - ジェレミー・ジアンビ：野球選手 (外野手)（* 1974年）
- 2月17日 - ジム・ハーゲドン（英語版）：政治家、現職下院議員 (共和党)（* 1962年）
- 2月21日 - ポール・ファーマー：医師、医療人類学者（* 1959年）
- 2月24日 - サリー・ケラーマン：女優（* 1937年）

### 3月
- 3月4日 - ミッチェル・ライアン：俳優（* 1934年）
- 3月13日
  - ウィリアム・ハート：俳優（* 1950年）
  - ブレント・ルノー：ジャーナリスト（* 1971年）
- 3月14日 - スコット・ホール：プロレスラー、WWE殿堂（* 1958年）
- 3月16日 - ラルフ・テリー（英語版）：1962年に最多勝とワールドシリーズ最優秀選手賞（* 1936年）
- 3月18日 - ドン・ヤング：政治家、現職下院議員 (共和党)（* 1933年）
- 3月23日 - マデレーン・オルブライト：ビル・クリントン政権での国務長官（* 1937年）
- 3月25日 - テイラー・ホーキンス：ミュージシャン、フー・ファイターズのドラマー（* 1972年）

### 4月

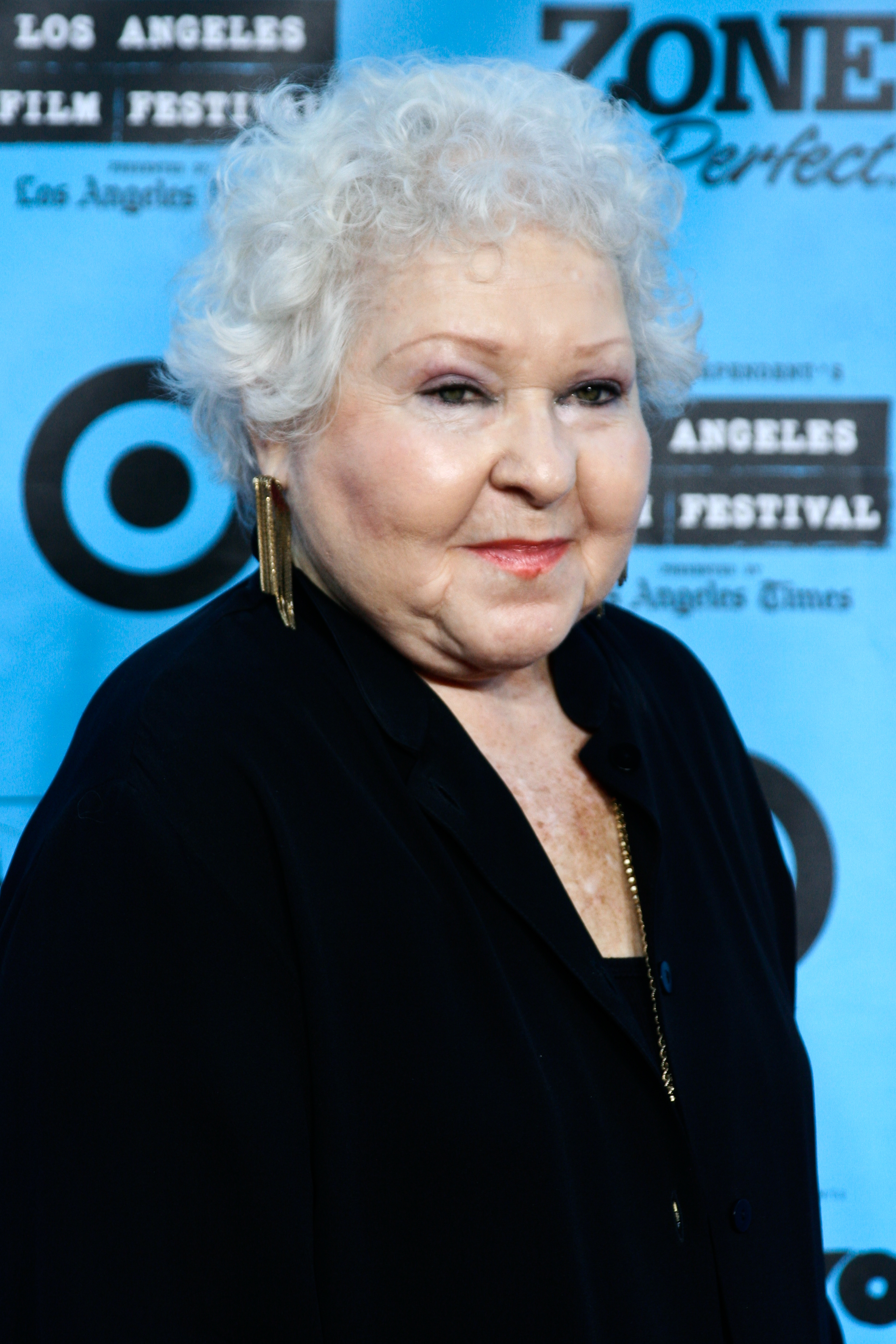
エステル・ハリス

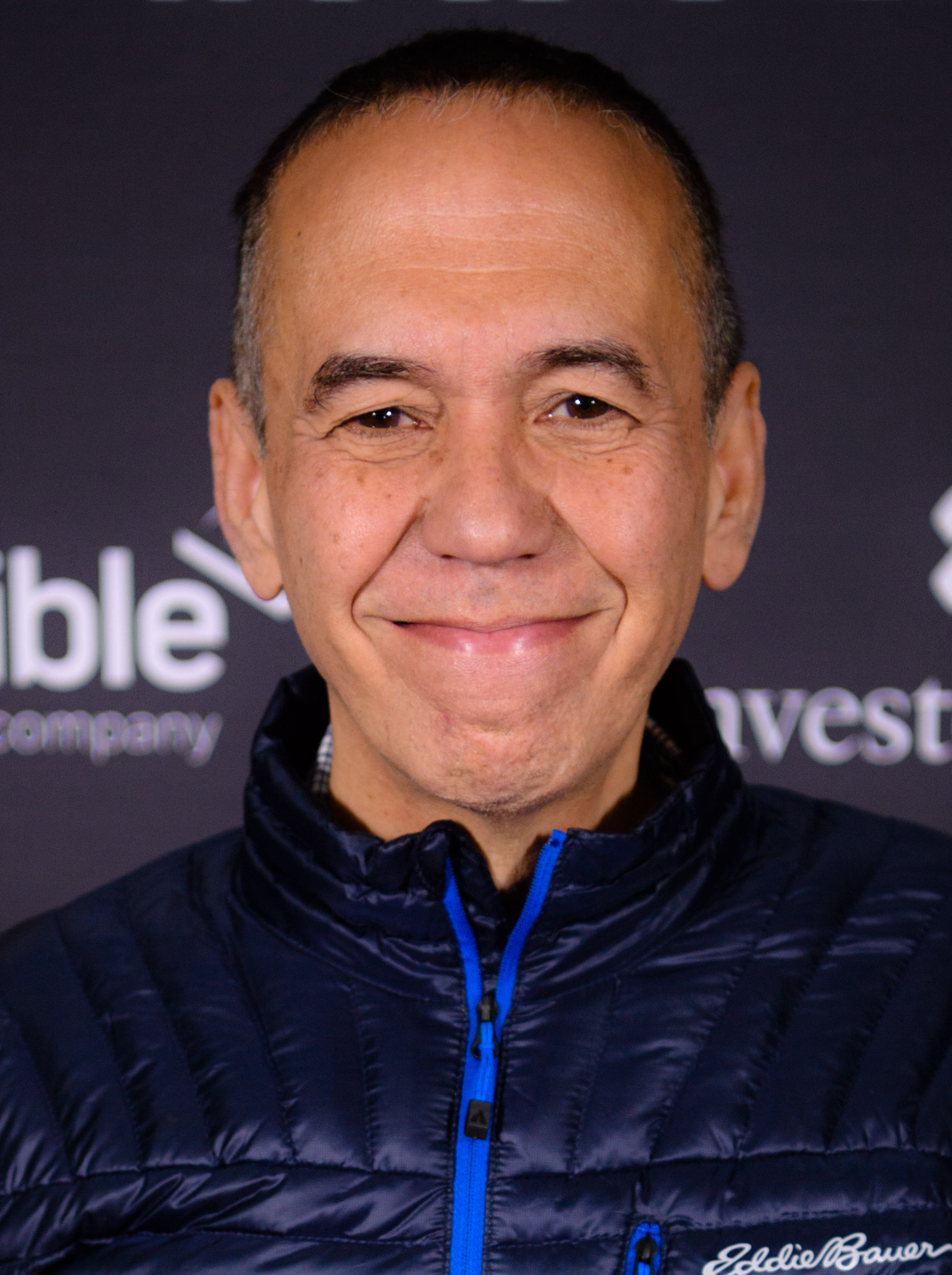
ギルバート・ゴットフリード

- 4月2日 - エステル・ハリス：女優（* 1928年）
- 4月3日 - トミー・デービス：野球選手 (外野手)、通算2121安打、153本塁打（* 1939年）
- 4月7日 - レイフィールド・ライト（英語版）：アメリカンフットボール選手、オフェンシブタックル、プロフットボール殿堂（* 1945年）
- 4月4日 - ジーン・シュー：バスケットボール選手 (PG)、デトロイト・ピストンズ等でNBAオールスターゲーム5回選出、NBA最優秀コーチ賞2回受賞、通算10068得点（* 1931年）
- 4月10日
  - ジョー・ホーレン（英語版）：野球選手 (投手)、最優秀防御率1回、通算116勝（* 1937年）
  - ジョン・ドリュー：バスケットボール選手 (SF)、アトランタ・ホークス等でNBAオールスターゲーム2回選出、通算15291得点（* 1954年）
- 4月11日 - ウェイン・クーパー（英語版）：バスケットボール選手 (C)、デンバー・ナゲッツ等、通算7777得点（* 1956年）
- 4月12日 - ギルバート・ゴットフリード：声優、俳優（* 1955年）
- 4月15日 - リズ・シェリダン：女優（* 1929年）
- 4月19日 - フリーマン・ウィリアムズ（英語版）：バスケットボール選手 (SG)、サンディエゴ・クリッパーズ等、通算4738得点（* 1956年）
- 4月29日 - デヴィッド・バーニー：俳優（* 1939年）

### 5月

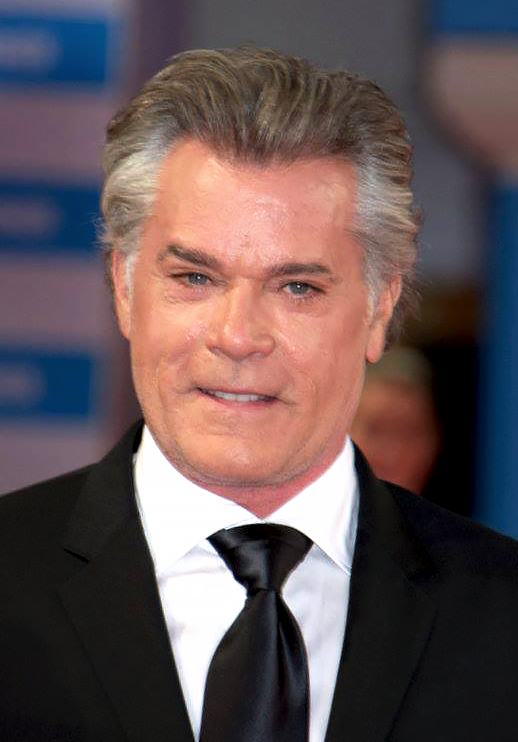
レイ・リオッタ

- 5月8日 - フレッド・ウォード：俳優（* 1942年）
- 5月14日 - デビッド・ウェスト：野球選手 (投手)（* 1964年）
- 5月23日 - ジョー・ピニャタノ：野球選手 (捕手)（* 1929年）
- 5月26日 - レイ・リオッタ：俳優（* 1954年）
- 5月28日 - ボー・ホプキンス：俳優（* 1938年）

### 6月

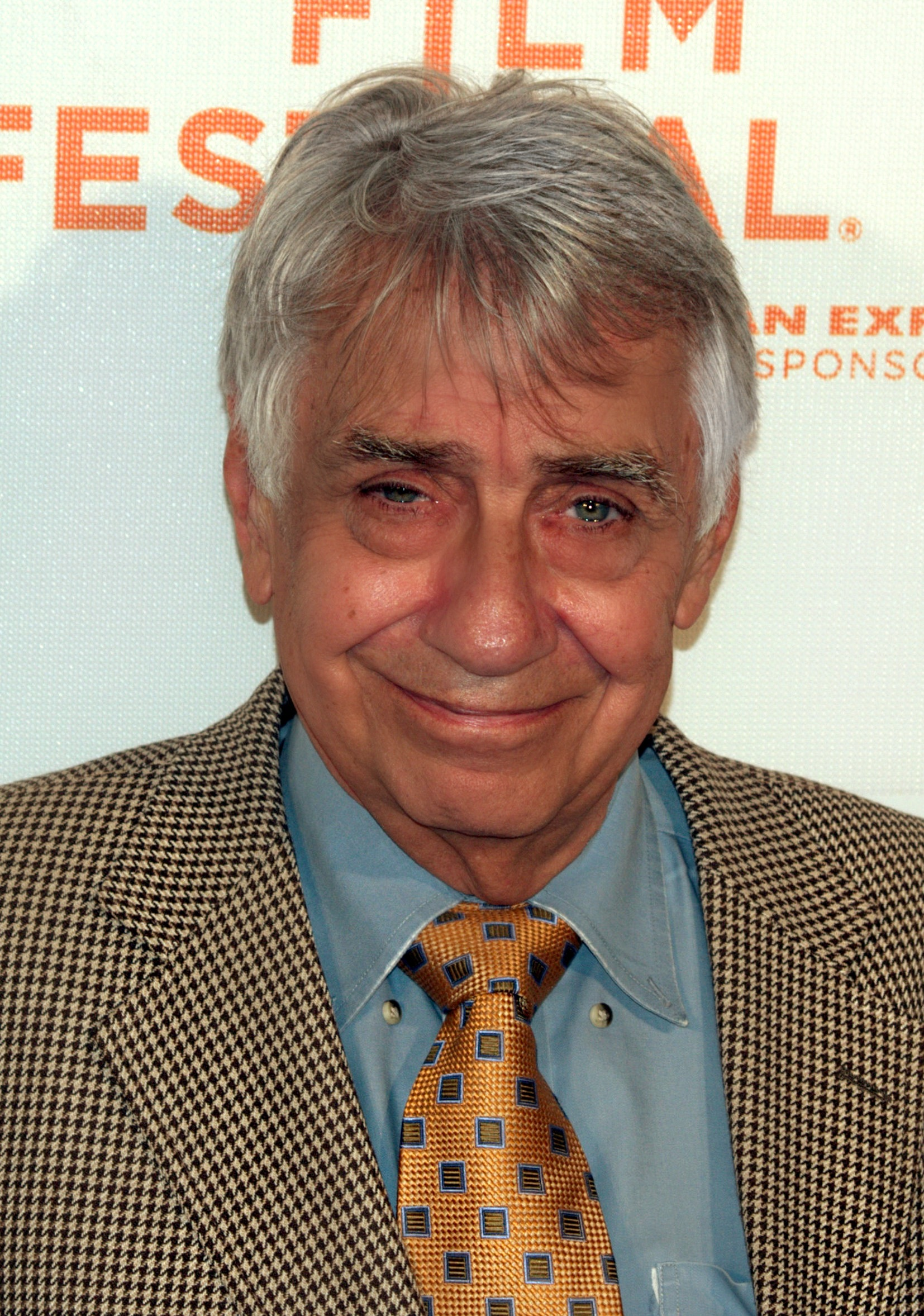
フィリップ・ベイカー・ホール

- 6月12日 - フィリップ・ベイカー・ホール：俳優（* 1931年）
- 6月17日 - ヒュー・マケルヘニー：アメリカンフットボール選手 (RB)、プロフットボール殿堂（* 1928年）
- 6月20日 - ケイレブ・スワニガン：ポートランド・トレイルブレイザーズ等、SG（* 1997年）
- 6月26日 - マーガレット・キーン：画家（* 1927年）

### 7月

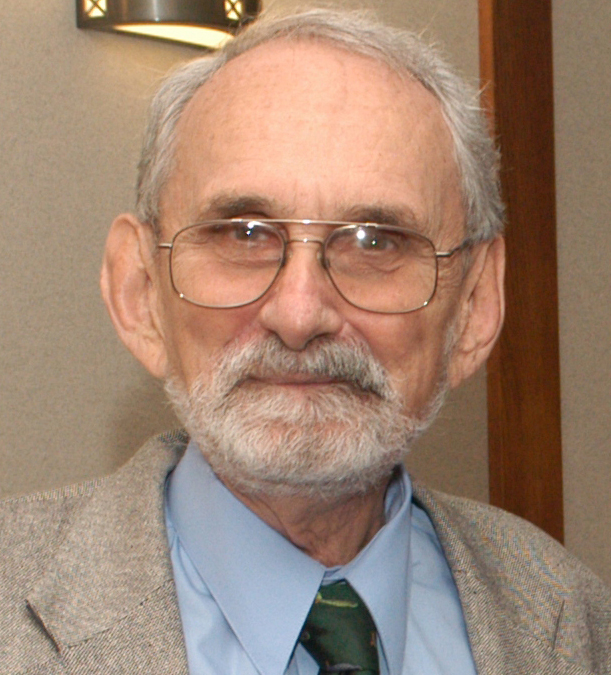
ロバート・カール

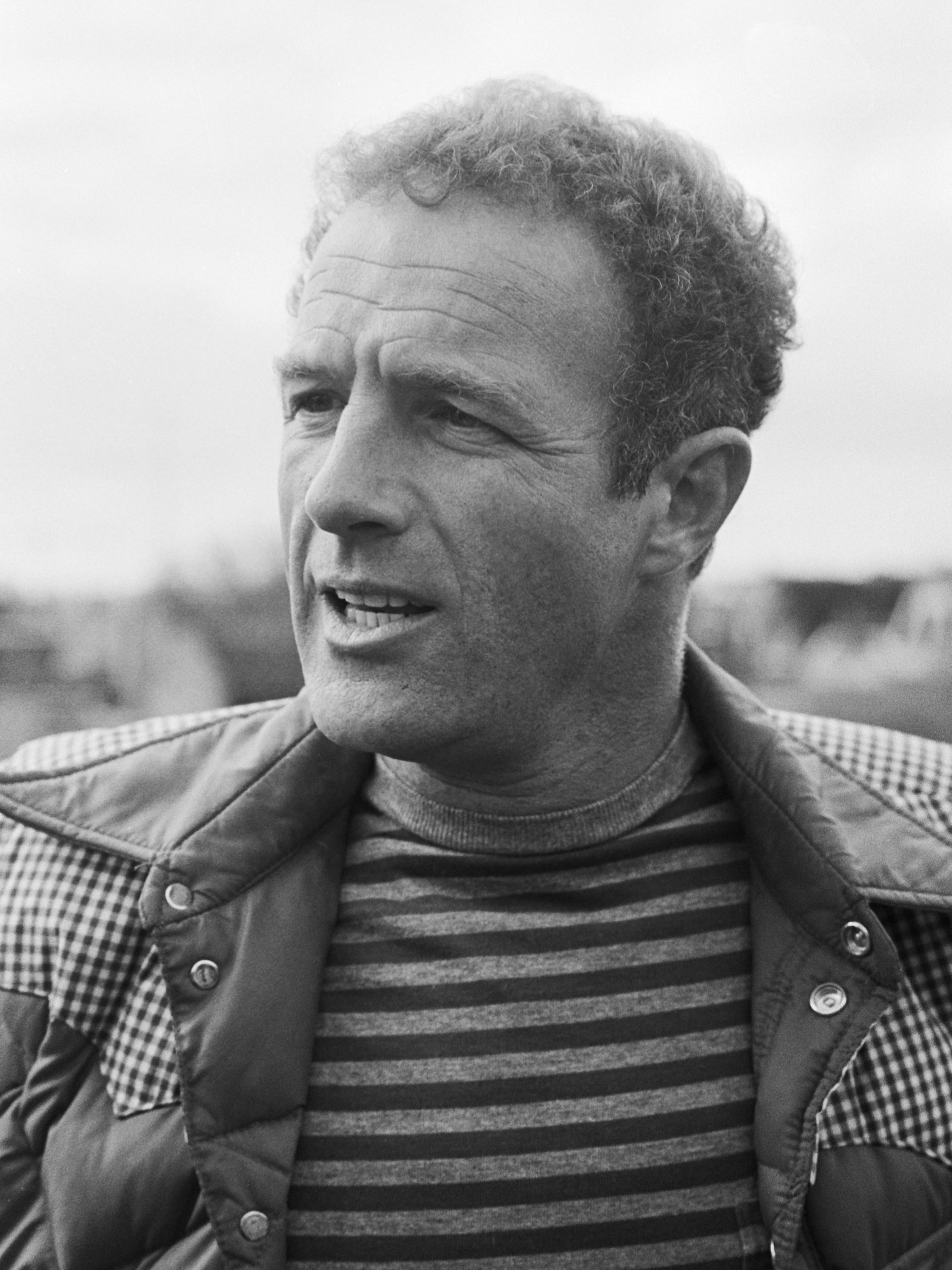
ジェームズ・カーン

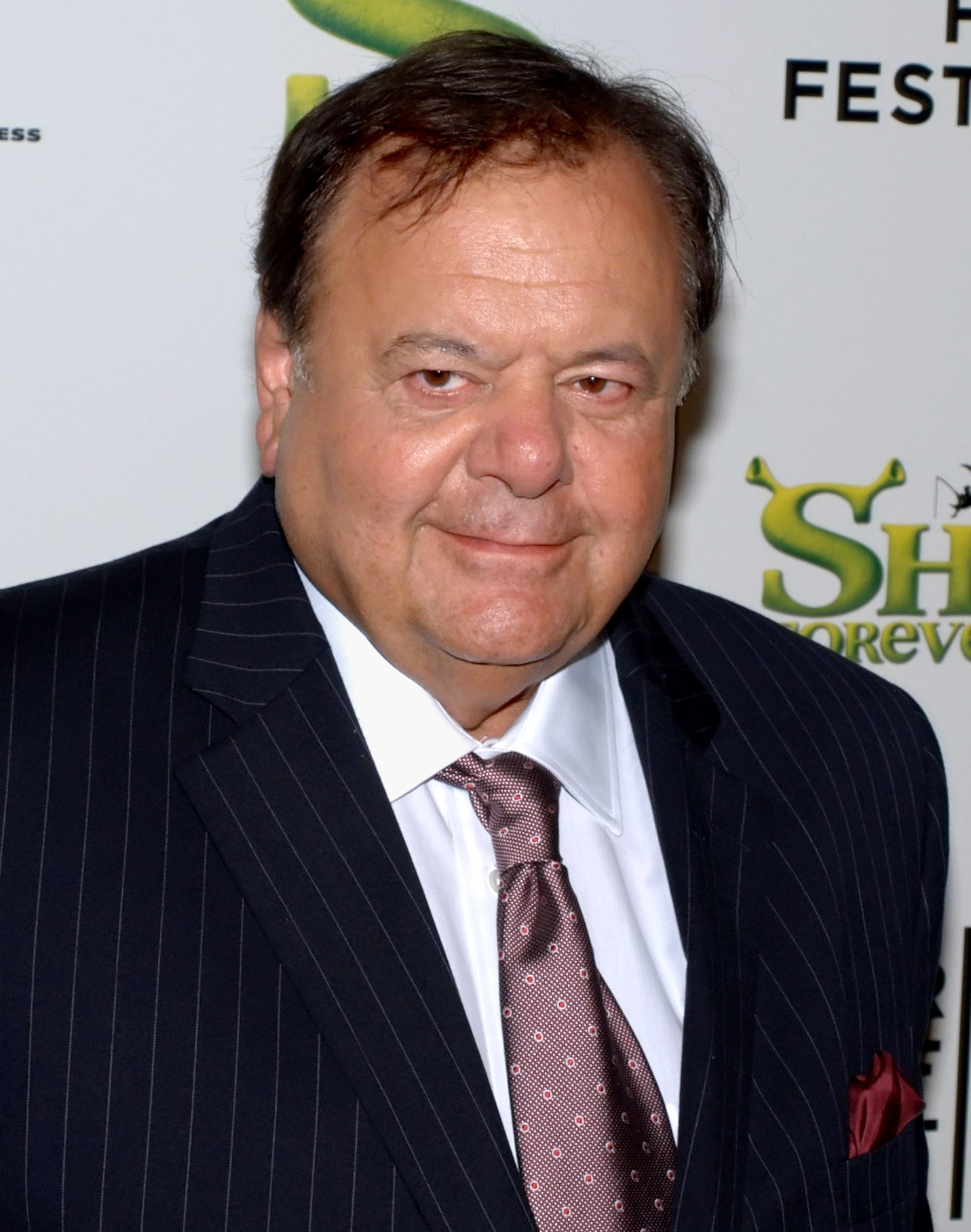
ポール・ソルヴィノ

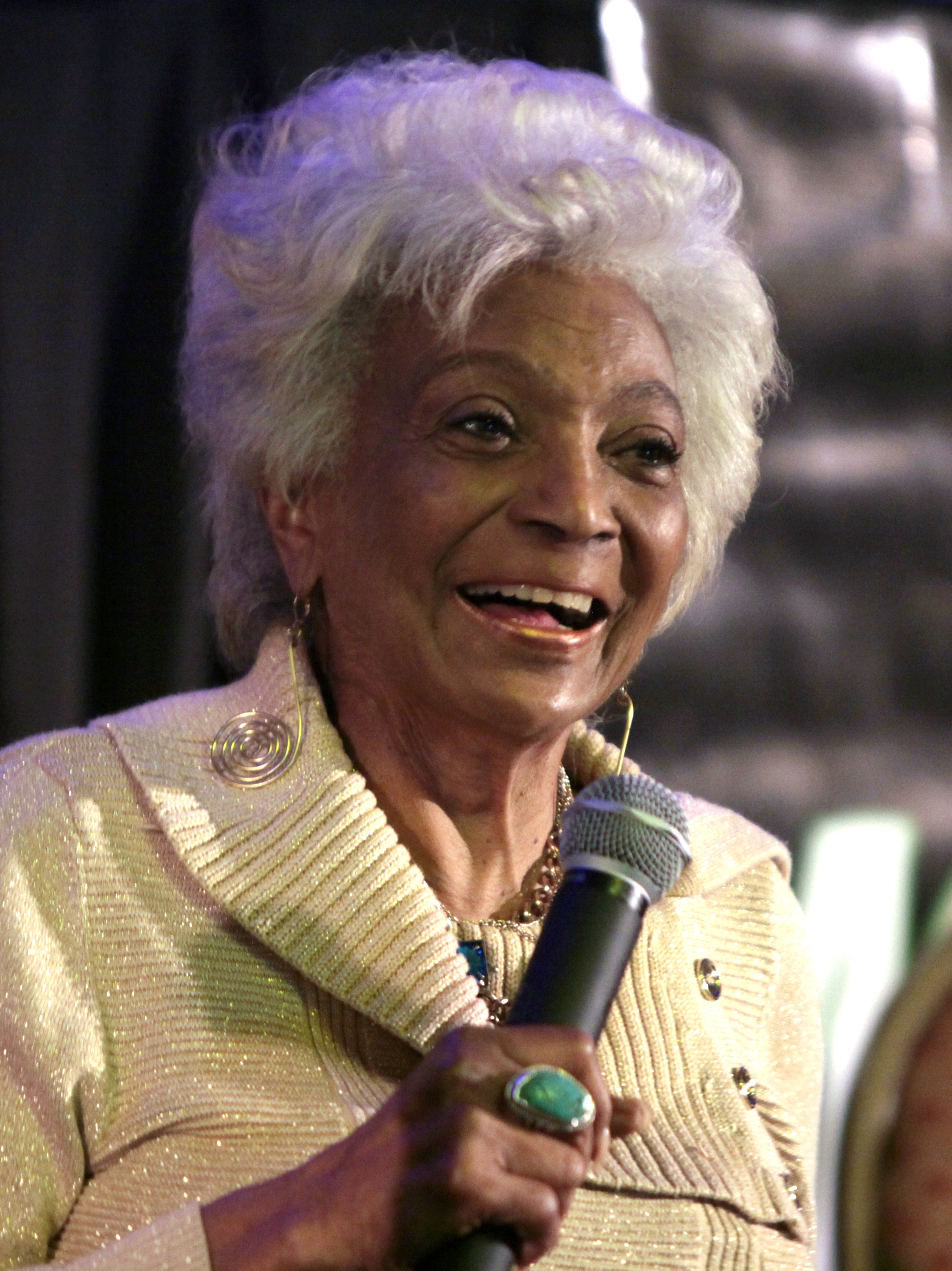
ニシェル・ニコルズ

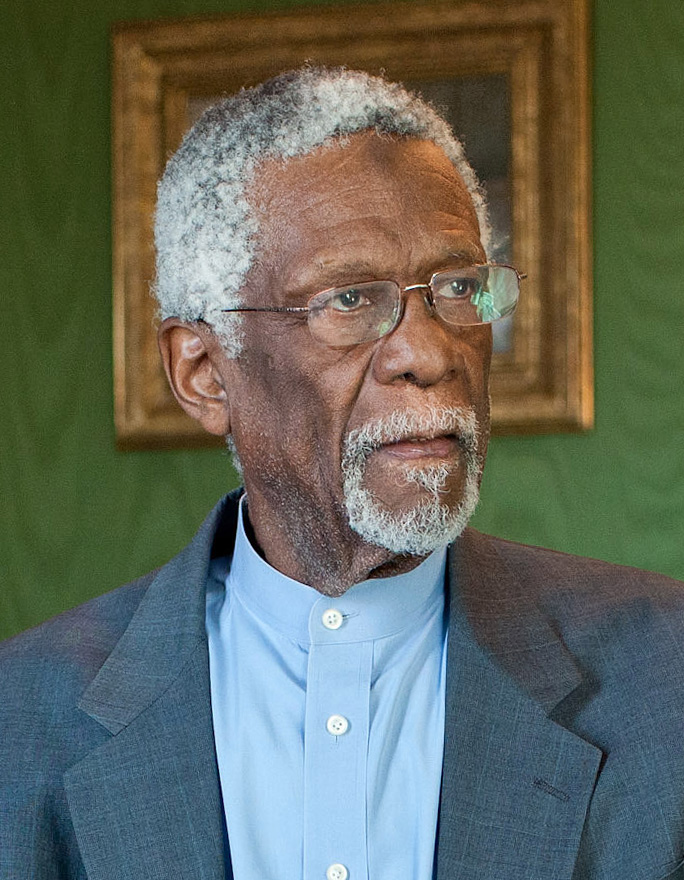
ビル・ラッセル

- 7月3日 - ロバート・カール：化学者、1996年にノーベル化学賞（* 1933年）
- 7月6日 - ジェームズ・カーン：俳優（* 1940年）
- 7月8日
  - ラリー・ストーチ：コメディアン、俳優（* 1923年）
  - グレゴリー・イッツェン：俳優（* 1948年）
- 7月9日 - L・Q・ジョーンズ：俳優（* 1927年）
- 7月22日 - ドワイト・スミス：野球選手 (外野手)（* 1963年）
- 7月23日 - ボブ・ラフェルソン：映画監督（* 1933年）
- 7月25日 - ポール・ソルヴィノ：俳優（* 1939年）
- 7月30日 - ニシェル・ニコルズ：女優（* 1932年）
- 7月31日 - ビル・ラッセル：ボストン・セルティックスでMVP5回、NBAファイナル優勝11回、バスケットボール殿堂（* 1934年）

### 8月

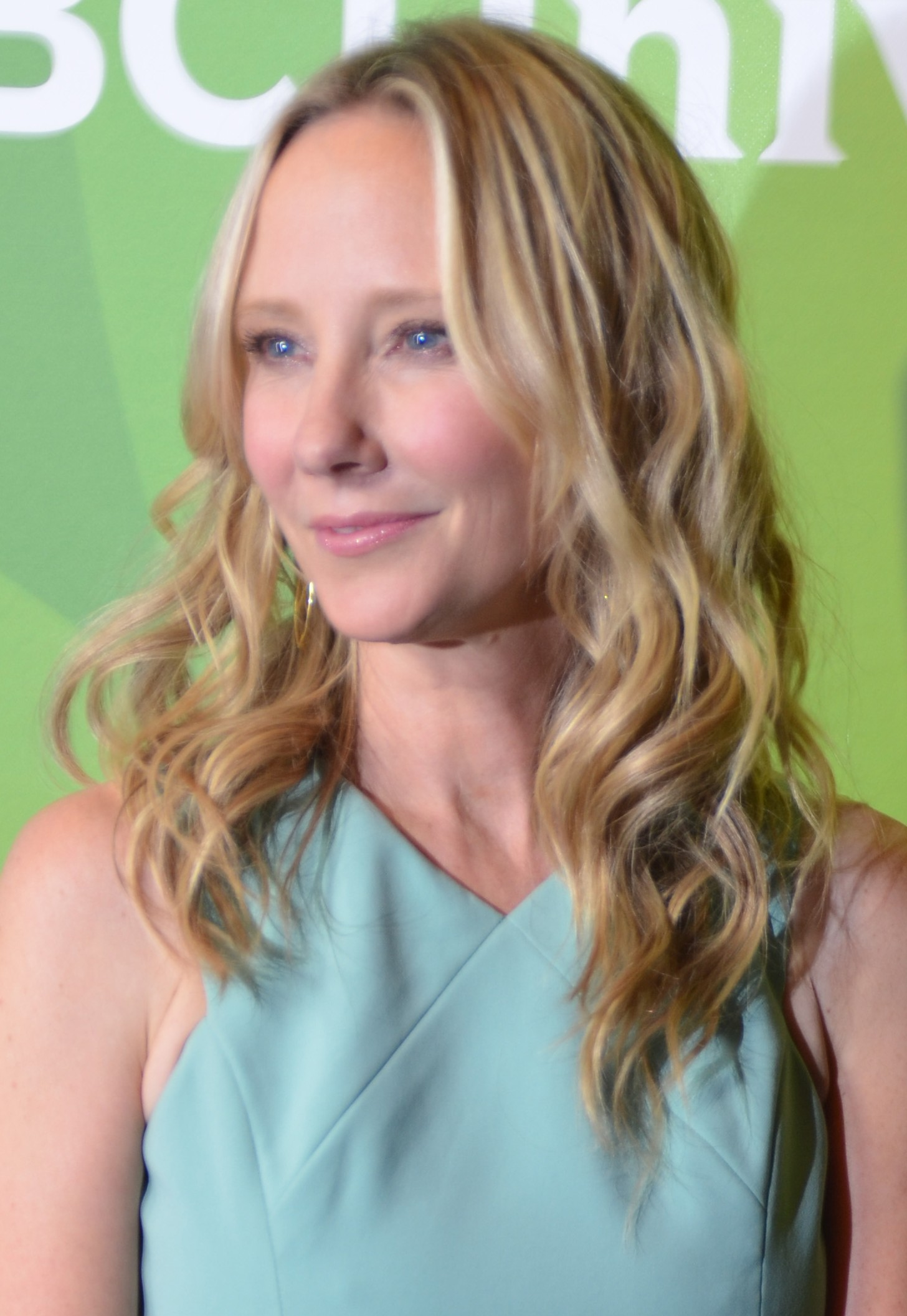
アン・ヘッシュ

- 8月2日 - ビン・スカリー：MLB・ロサンゼルス・ドジャース専属キャスター（* 1927年）
- 8月3日
  - レイモンド・ダマディアン：医学者、核磁気共鳴画像法の発明者（* 1936年）
  - ジャッキー・ワロルスキー（英語版）：政治家、現職下院議員 (共和党)（* 1963年）
- 8月5日 - クルー・ギャラガー：俳優（* 1928年）
- 8月7日 - デヴィッド・マカルー：著述家（* 1933年）
- 8月7日 - ロジャー・E・モーズリー：俳優（* 1938年）
- 8月11日 - アン・ヘッシュ：女優（* 1969年）
- 8月24日
  - レン・ドーソン：アメリカンフットボール選手、クォーターバック、プロフットボール殿堂（* 1935年）
  - ジョー・E・タタ：俳優（* 1936年）
- 8月26日 - ピーター・バーンサイド：野球選手 (投手)（* 1930年）
- 8月31日 - リー・トーマス：野球選手 (外野手)、コーチ、ゼネラルマネージャー、ボルチモア・オリオールズの球団特別補佐兼副社長（* 1936年）

### 9月

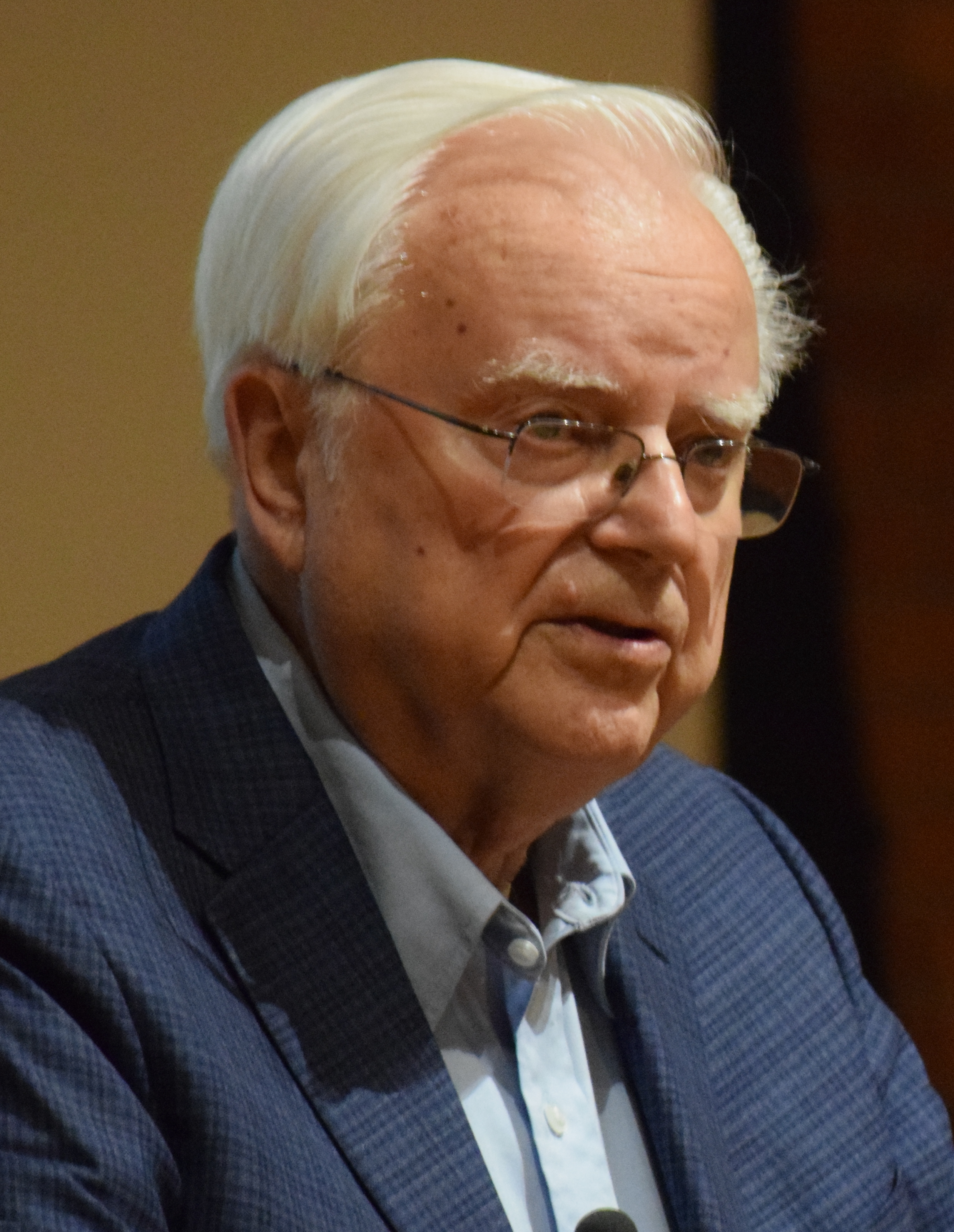
フランク・ドレイク

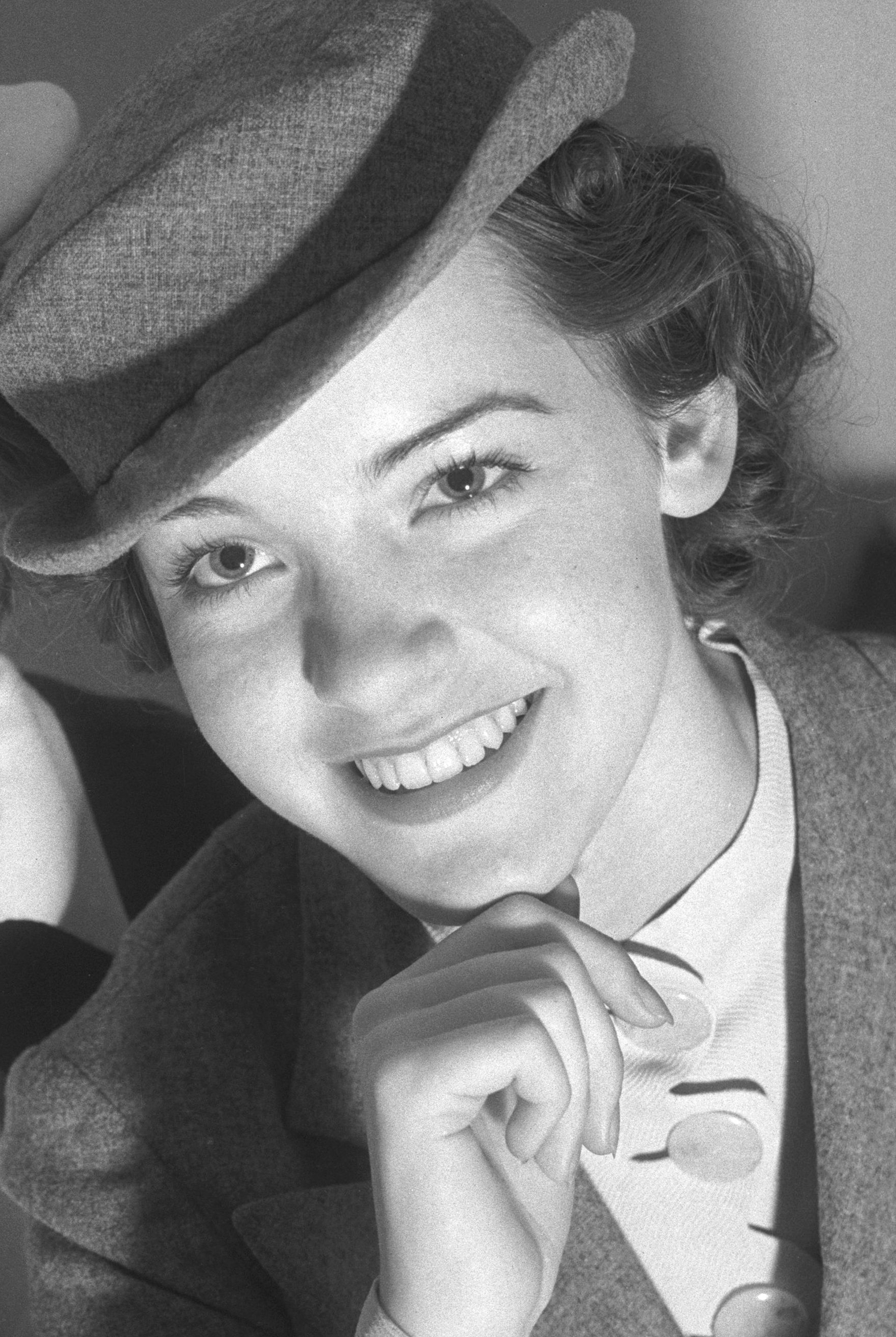
マーシャ・ハント

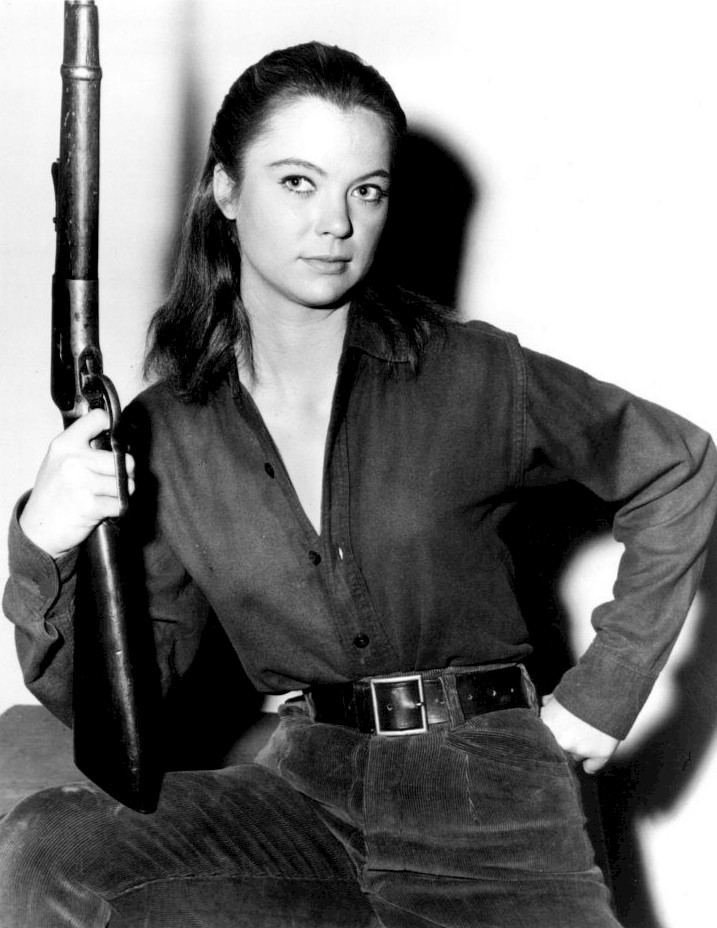
ルイーズ・フレッチャー

- 9月2日 - フランク・ドレイク：天文学者・天体物理学者（* 1930年）
- 9月4日 - ピーター・ストラウブ：小説家（* 1943年）
- 9月6日 - マーシャ・ハント：女優（* 1917年）
- 9月10日
  - ウィリアム・クライン：写真家、映画監督（* 1926年）
  - ボブ・レイニア：1970年のNBAドラフト全体1位指名、デトロイト・ピストンズ、ミルウォーキー・バックス、C（* 1948年）
- 9月11日 - アンソニー・バルバロ：野球選手 (投手)（* 1984年）
- 9月14日 - ヘンリー・シルヴァ：俳優（* 1926年）
- 9月15日 - ソール・クリプキ：哲学者、論理学者（* 1940年）
- 9月18日 - ニック・ホロニアック：技術者、発明家（* 1928年）
- 9月19日 - モーリー・ウィルス：野球選手 (内野手)、監督、通算2134安打、586盗塁（* 1932年）
- 9月23日 - ルイーズ・フレッチャー：女優（* 1934年）
- 9月28日 - クーリオ：ラッパー（* 1963年）

### 10月

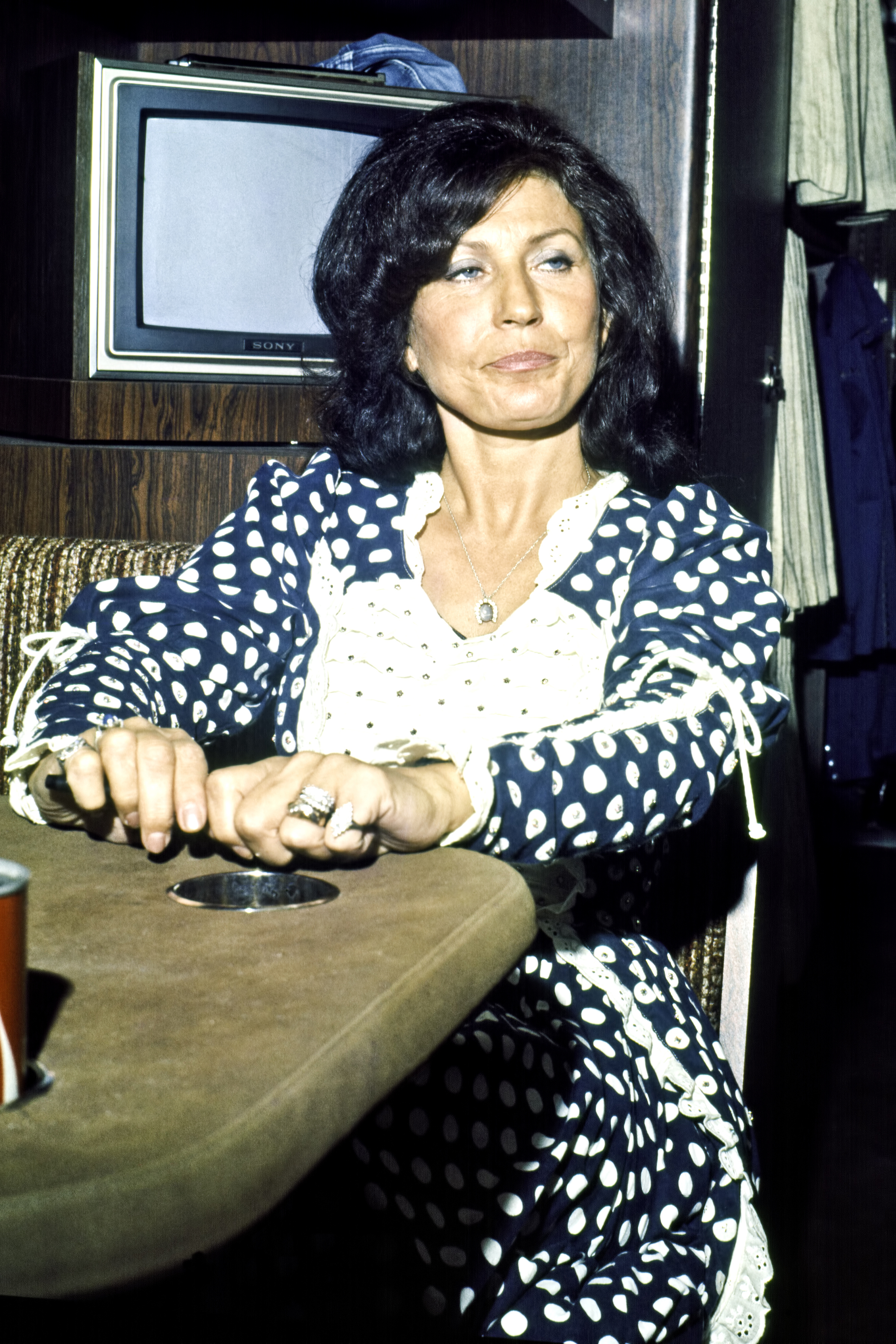
ロレッタ・リン

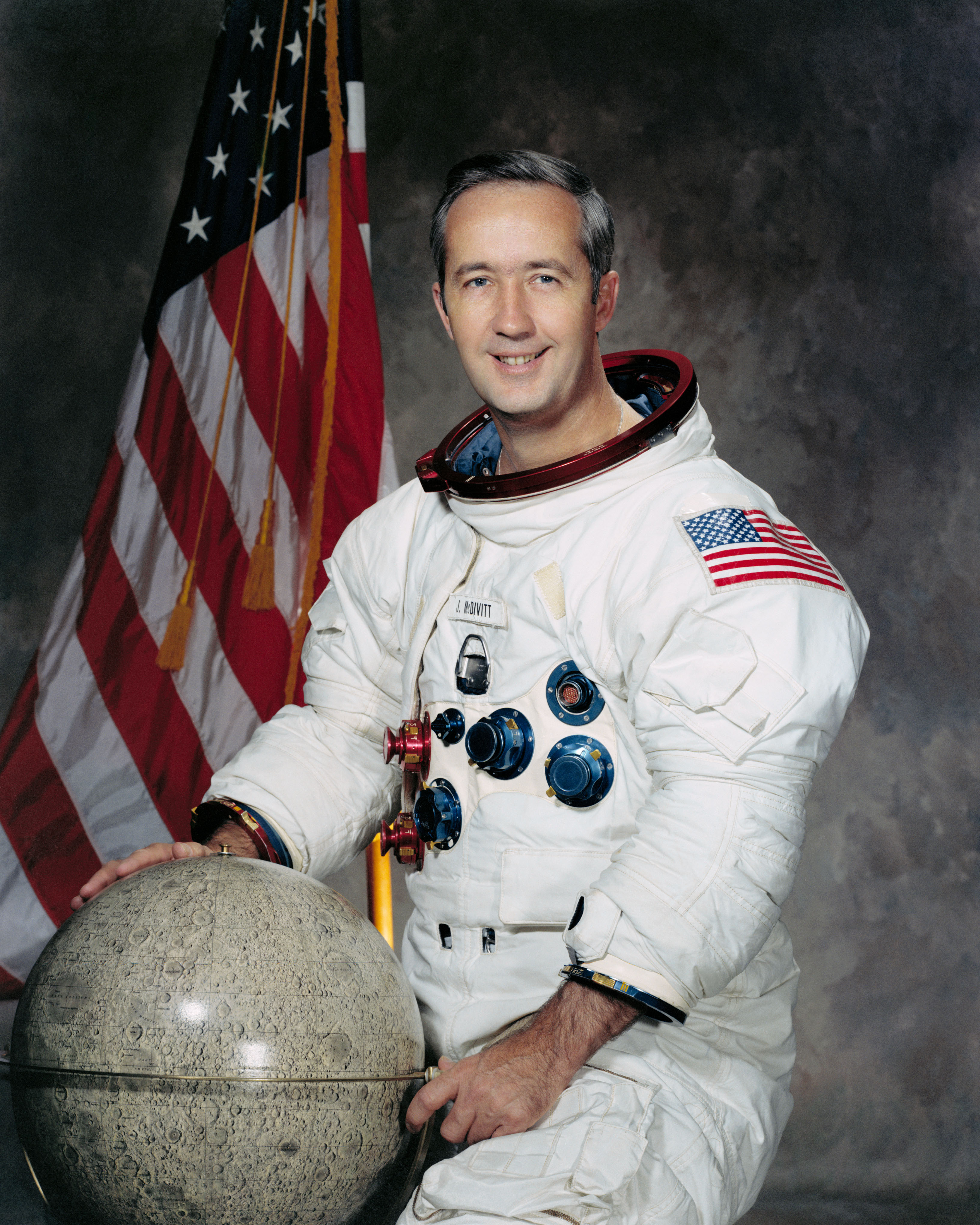
ジェームズ・マクディビット

ブルース・スーター

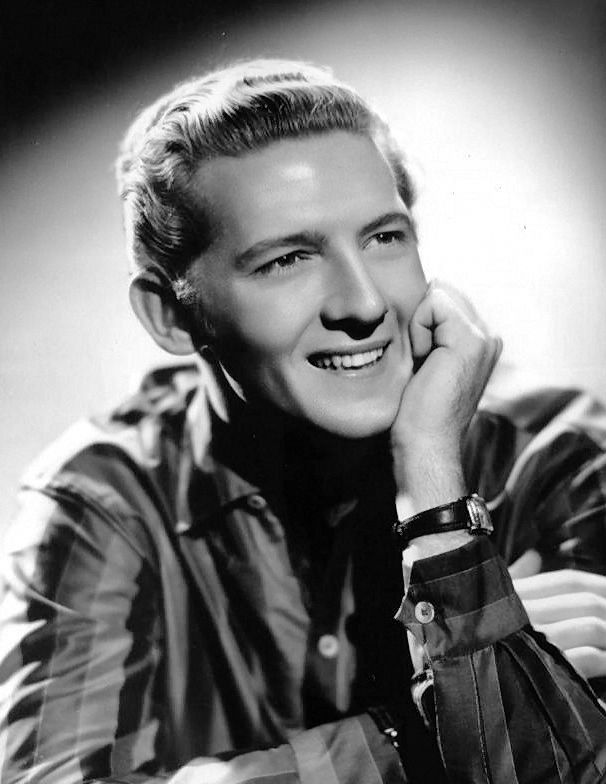
ジェリー・リー・ルイス

- 10月2日 - サチーン・リトルフェザー：女優（* 1946年）
- 10月4日 - ロレッタ・リン：シンガーソングライター（* 1932年）
- 10月10日 - ディック・エルズワース（英語版）：野球選手 (投手)、通算115勝（* 1940年）
- 10月13日
  - ジェームズ・マクディビット：宇宙飛行士（* 1929年）
  - ブルース・スーター：野球選手 (投手)、アメリカ野球殿堂、通算300セーブ（* 1953年）
- 10月24日
  - アシュトン・カーター：バラク・オバマ政権で国防長官（* 1954年）
  - レスリー・ジョーダン：俳優、劇作家（* 1955年）
- 10月28日
  - ジェリー・リー・ルイス：シンガーソングライター、ピアニスト、ロックの殿堂、カントリー・ミュージックの殿堂（* 1935年）
  - ハーマン・デイリー：生態経済学者（* 1938年）

### 11月
- 11月3日

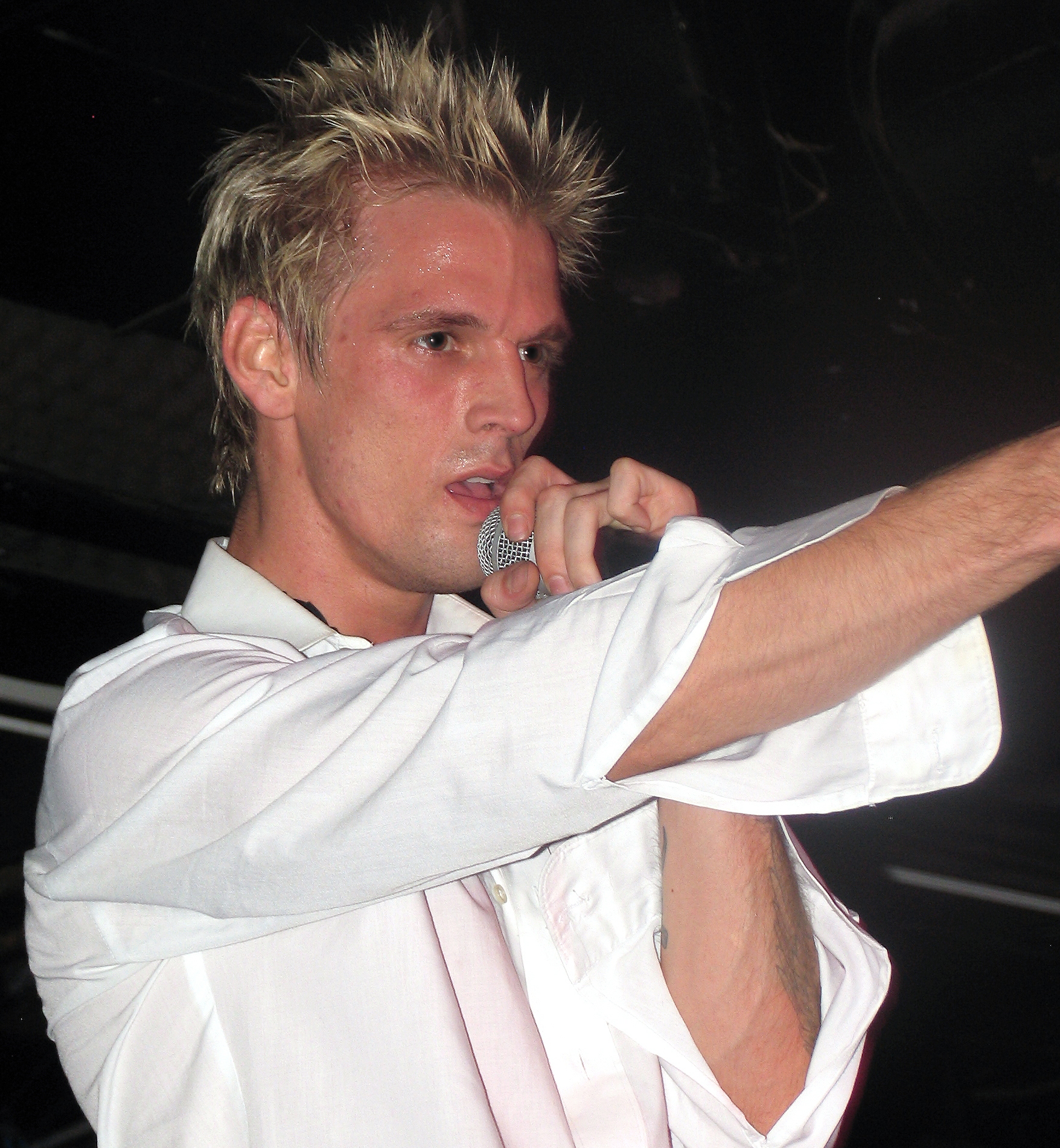
アーロン・カーター

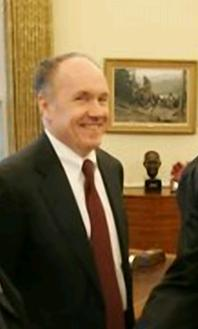
エドワード・プレスコット

アイリーン・キャラ

  - レイ・ガイ：アメリカンフットボール選手、パンター、プロフットボール殿堂（* 1949年）
  - ダグラス・マクグラス：脚本家、映画監督、俳優（* 1958年）
- 11月5日 - アーロン・カーター：歌手（* 1987年）
- 11月6日 - エドワード・プレスコット：経済学者、2004年にノーベル経済学賞を受賞（* 1940年）
- 11月8日 - モーリス・カルノー：物理学者、数学者、カルノー図を発明（* 1924年）
- 11月10日 - ケヴィン・コンロイ：俳優（* 1955年）
- 11月13日 - アンソニー・ジョンソン：総合格闘家（* 1984年）
- 11月14日 - バージニア・マクローリン：スーパーセンテナリアン（* 1909年）
- 11月16日 - ニッキー・エイコックス：女優（* 1975年）
- 11月17日 - フレデリック・ブルックス：ソフトウェア技術者、計算機科学者（* 1931年）
- 11月19日 - グレッグ・ベア：作家（* 1951年）
- 11月25日 - アイリーン・キャラ：シンガーソングライター（* 1959年）
- 11月26日 - アルバート・ピュン：映画監督、脚本家（* 1953年）
- 11月30日 - ジョン・ハドル（英語版）：アメリカンフットボール選手 (QB)、プロボウル2回選出、通算33503ヤード（* 1940年）

### 12月

ゲイロード・ペリー

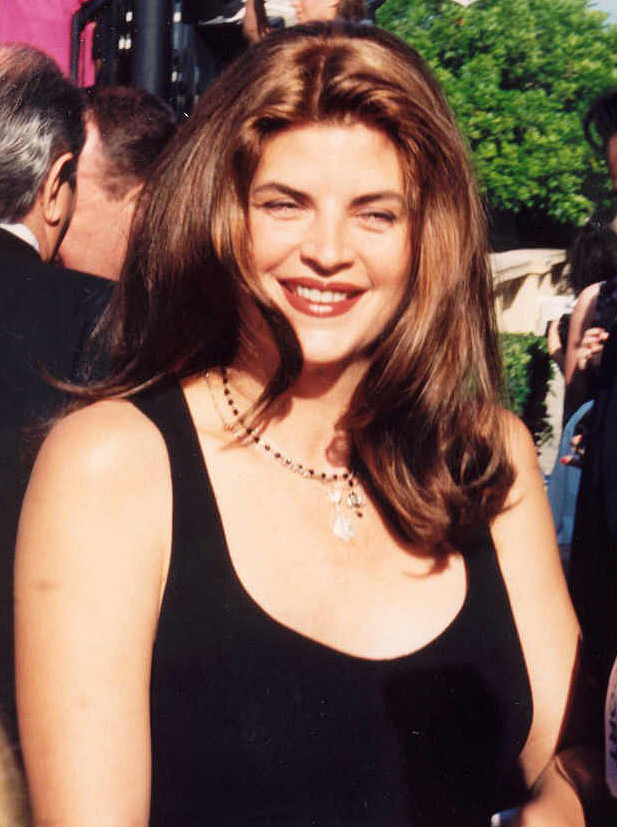
カースティ・アレイ

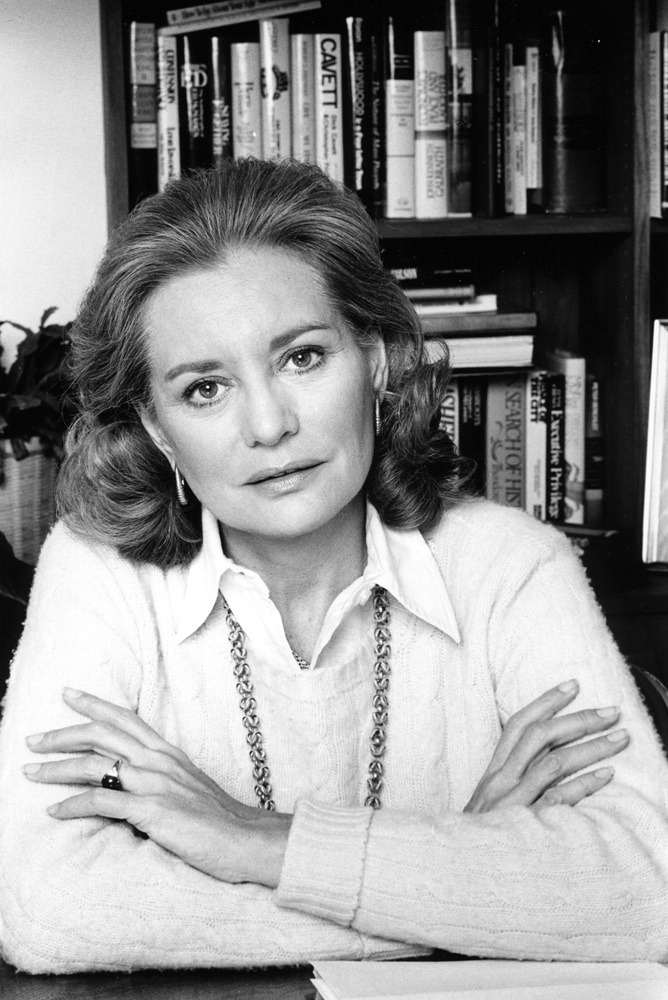
バーバラ・ウォルターズ

- 12月1日 - ゲイロード・ペリー：野球選手 (投手)、アメリカ野球殿堂、通算314勝、3534奪三振（* 1938年）
- 12月4日 - ボブ・マグラス：歌手、俳優（* 1932年）
- 12月5日 - カースティ・アレイ：歌手（* 1951年）
- 12月9日 - ジョゼフ・キッティンジャー：アメリカ空軍の職業軍人パイロット。（* 1928年）
- 12月11日
  - アンジェロ・バダラメンティ：映画音楽の作曲家（* 1937年）
  - ポール・サイラス：バスケットボール選手 (PF)、通算11782得点（* 1943年）
- 12月13日 - カート・シモンズ（英語版）：野球選手 (投手)、通算193勝（* 1929年）
- 12月14日 - ビリー・ムーア（英語版）：女性バスケットボールヘッドコーチ、バスケットボール殿堂（* 1943年）
- 12月19日 - トム・ブラウニング：野球選手 (投手)（* 1960年）
- 12月20日
  - レイ・ハーバート（英語版）：野球選手 (投手)、通算104勝（* 1929年）
  - フランコ・ハリス：アメリカンフットボール選手、ランニングバック、プロフットボール殿堂（* 1950年）
- 12月22日 - ステファン・ボナー：総合格闘家、UFC殿堂（* 1977年）
- 12月24日 - キャシー・ウィットワース：ゴルファー、世界ゴルフ殿堂（* 1939年）
- 12月30日 - バーバラ・ウォルターズ：テレビジャーナリスト、作家、テレビ司会者（* 1929年）